# Crambiforma leucostrepta
Crambiforma leucostrepta är en fjärilsart som beskrevs av George Francis Hampson 1926. Crambiforma leucostrepta ingår i släktet Crambiforma och familjen nattflyn. Inga underarter finns listade i Catalogue of Life.